# Rainans
Rainans – miejscowość i gmina we Francji, w regionie Burgundia-Franche-Comté, w departamencie Jura.
Według danych na rok 1990 gminę zamieszkiwały 172 osoby, a gęstość zaludnienia wynosiła 47 osób/km² (wśród 1786 gmin Franche-Comté Rainans plasuje się na 572. miejscu pod względem liczby ludności, natomiast pod względem powierzchni na miejscu 912.).